# Ateísmo en Argentina
El ateísmo en Argentina ha venido creciendo en porcentaje de población desde hace muchos años, aunque las cifras no son exactas ya que en los censos de Argentina no se pregunta sobre religión. Según una encuesta nacional realizada en 2008 por el Consejo Nacional de Investigaciones Científicas y Técnicas, un 11,3 % de la población es atea, agnóstica o no tiene religión.
Existen en el país varias organizaciones de ateos que tienen como principal objetivo establecer un Estado completamente laico, la completa independencia del Estado con respecto a cualquier tipo de religión y una estricta separación legal entre ambos conceptos. En diciembre de 2008, se llevó a cabo el Primer Congreso de Ateísmo de Argentina, en el cual se debatió sobre diferentes creencias y dogmas, además de sobre el propio ateísmo.
El 2008 se publicó en Argentina la Primera encuesta sobre creencias y actitudes religiosas (FONCYT-CONICET). En ella se destaca que el 11.3% declara ser agnóstico, ateo o no tener ninguna religión. Este grupo designado en el informe como «indiferentes», tiene su máximo (18.0%) en Capital y GBA, seguido de la zona Sur (11.7%) y Centro (9.4%) y el mínimo (1.8%) en el NOA. Según la edad, el máximo es 17.2% en la franja etaria de 18 a 29 años y disminuyendo en la medida que aumenta la edad. Según el nivel de instrucción el máximo es 17.4% entre los universitarios disminuyendo en la medida que disminuye el nivel de instrucción.

## Estatus especial de la Iglesia católica

### Disposiciones legales que benefician al culto católico
A pesar de que la Argentina no tiene religión oficial, existen leyes y decretos que le dan un estatus especial a la Iglesia católica. Además, el preámbulo de la Constitución invoca la protección de Dios, fuente de toda razón y justicia y el artículo segundo dice que el Estado debe sostener el culto católico.
El Estado argentino asigna fondos públicos a la Iglesia católica. En 2008, esta cifra fue de 18.100.000 pesos. Estos fondos fueron utilizados para pagar canonizaciones, jubilaciones de sacerdotes, mantenimiento de parroquias y viajes de la jerarquía eclesiástica al Vaticano.
Entre las leyes más importantes de las que otorgan beneficios a la Iglesia católica, pueden citarse la Ley N.º 21 950, firmada el 7 de marzo de 1979 por Jorge Rafael Videla durante el Proceso de Reorganización Nacional, que establece que el sueldo de arzobispos, obispos y obispos auxiliares de religión católica sea pagado por el Estado, que les asigna un salario equivalente al 80 % de la remuneración que recibe un Juez Nacional de Primera Instancia en los dos primeros casos, y equivalente al 70 % en el tercero. A través de la Ley N.º 21 540 del 25 de febrero de 1977, firmada por Videla, los arzobispos, obispos y el vicario castrense para las Fuerzas Armadas reciben al retirarse una asignación mensual vitalicia equivalente al 70 % de la remuneración de un juez nacional de primera instancia; mientras que los obispos auxiliares reciben una suma similar pero que en su caso equivale al 60%.
Cabe mencionar también el Decreto N.º 1991/80 del 6 de octubre de 1980, que también lleva la rúbrica de Videla, a través del cual se les cubren los gastos de pasajes tanto para viajes dentro del país como al exterior a todas las personas que participan y cooperan con el fin apostólico de la Iglesia, con la condición de que el viaje sea por razones de su ministerio.
El Estado, asimismo, subvenciona a las escuelas confesionales otorgándoles entre el 80 y el 100% del dinero necesario para pagar los salarios de profesores y maestros. Esto representó en 2008, sólo en la ciudad de Buenos Aires, 320 millones de pesos. Por otra parte, la Iglesia católica también cuenta con desgravaciones y exenciones impositivas por sus patrimonios y actividades-

#### Organizaciones de ateos frente al estatus especial de la Iglesia católica
Las organizaciones de ateos están en contra de que la Iglesia católica reciba un trato especial y dinero público, ya que consideran injusto que tanto los creyentes no católicos como los no creyentes tengan que subvencionar a través de sus impuestos una religión que no practican.
Promueven, además, la apostasía, un trámite por medio del cual se puede renunciar a la fe católica ya que consideran que cada persona bautizada le permite a la Iglesia católica ejercer mayor presión política y conseguir más ventajas sociales. Con la promoción de este trámite defienden el derecho de no tener religión, ya que el bautismo es generalmente realizado cuando la persona es bebé y no tiene poder de raciocinio para decidir, existiendo en consecuencia, una considerable cantidad de personas bautizadas dentro del catolicismo que luego cambian de religión o se transforman en ateas aunque siguen siendo católicas para las estadísticas de la Iglesia.

## Religión y ateísmo en la política

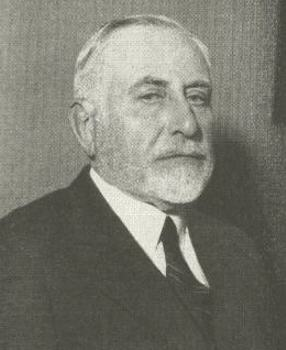
Lisandro de la Torre, político argentino ateo.

En Argentina ha existido históricamente una fuerte relación entre el catolicismo y la política. Hasta la reforma de la Constitución en 1994, para ejercer el cargo de Presidente de la Nación se debía ser católico.
Jorge Rafael Videla calificó implícitamente a los ateos militantes como terroristas al decir:

Un terrorista no es solamente alguien con un arma de fuego o una bomba, sino también alguien que difunde ideas contrarias a la civilización occidental y cristiana.

Entre los políticos argentinos ateos hay figuras históricas como Lisandro de la Torre, Carlos Heller, Hermes Binner y Alberto Rodríguez Saá

## Religión y ateísmo en la justicia

### Lucha contra la simbología religiosa en espacios públicos
Al igual que en la política, en el ámbito judicial también existe una fuerte relación entre el Estado y el catolicismo. Hay una gran cantidad de símbolos religiosos en tribunales federales, provinciales y municipales a lo largo y ancho del país. Las organizaciones de ateos y algunas de derechos civiles se oponen a esta situación, por lo que han denunciado judicialmente algunos casos en particular. 
Una de las denuncias fue tomada por la jueza Susana Córdoba, que falló a favor de la remoción de una imagen de la Virgen María y un retrato de San Cayetano, entre otros símbolos religiosos, que se encontraban en la entrada del Palacio de Justicia de la Nación desde 2002 y dijo estar en consonancia con lo expresado anteriormente por el presidente de la Corte Suprema, Enrique Petracchi, que había dicho:

(la presencia de la imagen) revelaría una implícita, pero no por ello menos clara, adhesión a un credo, en detrimento de otros.

Los símbolos religiosos fueron retirados en 2004, aunque el fallo fue apelado por la Corporación de Abogados Católicos. En 2005, la Sala IV de la Cámara Nacional de Apelaciones en lo Contencioso Administrativo consideró que no era discriminatorio el tener símbolos religiosos en edificios públicos y fundamentó:

De la sola manifestación pública de una creencia religiosa -aunque emane de órganos del Estado- no puede inferirse una presunción de trato discriminatorio arbitrario o la ausencia de imparcialidad respecto de quienes no la profesen.

### Caso Argibay
Carmen María Argibay fue una prestigiosa jueza argentina de larga trayectoria que fue propuesta en diciembre de 2003 para cubrir una vacante que había en la Corte Suprema de Justicia de la Nación.
Su postulación generó un intenso debate por declaraciones en las que sostuvo que estaba a favor de la despenalización del aborto y que se declaraba atea militante.
En julio de 2004, el Senado de la Nación aprobó su incorporación como ministra de la Corte, luego de una fuerte discusión en torno a su condición de atea. El ex presidente de la Nación, Carlos Saúl Menem, en su calidad de senador por la provincia de La Rioja, sostuvo que Argibay no estaba habilitada para ocupar un cargo en la Corte Suprema por haberse declarado atea y preguntó a quién se encomendaba si no creía en Dios. Fundamentó su oposición a la designación en el anteriormente citado preámbulo de la Constitución Nacional, que invoca la protección de Dios, fuente de toda razón y justicia.
Argibay, a su vez, había hecho declaraciones en las que sostenía lo siguiente: 

Creo que decir de frente lo que uno es o piensa revela honestidad, que es el primer paso para la ecuanimidad. Mis creencias, o su falta, no deben interferir en las decisiones judiciales que tome.

Finalmente, Argibay asumió como ministra de la Corte en febrero de 2005 ya que debió continuar algunos meses con su trabajo en el Tribunal Penal Internacional para la ex Yugoslavia, en La Haya.